# Friedrich Wilhelm von der Recke von Volmerstein
Friedrich Wilhelm Graf von der Recke von Volmerstein (* 4. September 1817 in Hohen-Limburg; † 27. Juni 1891 in Neuguth-Heinzenburg) war ein deutscher Rittergutsbesitzer und Abgeordneter.

## Leben
Die Familie Recke gehörte dem westfälischen Uradel der Grafschaft Mark an. Friedrich Wilhelm war der Enkel von Adalbert von der Recke-Volmerstein und ältester Sohn des königlich preußischen Rittmeisters Ottomar von der Recke von Volmerstein (* 6. Juni 1793; † 9. September 1859) und dessen Ehefrau Theresia geborene Prinzessin zu Bentheim-Tecklenburg (* 19. September 1793; † 25. September 1861), der Mitbesitzerin der Grafschaft Limpurg-Obersontheim.
Am 30. Juli 1850 heiratete er in Reetz Luise von Plessen (* 14. August 1821; † 5. März 1902). Das Paar hatte folgende Kinder:
- Irmgard (* 1887) ⚭ 1921 Eugen von Vahlkampf
- Luise (* 1888) ⚭ 1918 Joachim Freiherr von Herzenberg († 1929)
- Friedrich -Wilhelm (* 1891) ⚭ 1920 Olga Reich (* 1885)
- Klara (* 1892) ⚭ 1913 Felix von Klaß
- Diedrich (* 1895) ⚭ 1928 Ruth Lerchen (* 1906)

Von der Recke von Volmerstein war Rittergutsbesitzer. Er war Herr zu Werdringen und Jahnsfelde. 1862 war er als Vertreter des Fürsten zu Sayn-Wittgenstein-Hohenstein Abgeordneter auf dem Provinziallandtag der Provinz Westfalen.